# Pakinkarinpauhat
Pakinkarinpauhat är en ö i Finland. Den ligger i Bottenviken och i kommunen Karleby i den ekonomiska regionen  Karleby i landskapet Mellersta Österbotten, i den nordvästra delen av landet. Ön ligger omkring 32 kilometer nordöst om Karleby och omkring 440 kilometer norr om Helsingfors.
Öns area är 16,5 hektar och dess största längd är 0,8 kilometer i sydöst-nordvästlig riktning. I omgivningarna runt Pakinkarinpauhat växer i huvudsak blandskog.